# Man Haron Monis
Man Haron Monis, né Manteghi Bourjerdi est un islamiste iranien, né le 19 mai 1964 à Boroudjerd en Iran et mort le 16 décembre 2014 à Sydney en Australie.

## Biographie
Manteghi Bourjerdi étudie en Iran où il devient ayatollah, mais doit cependant rapidement fuir ce pays en 1996 en raison de sa ligne religieuse trop personnelle. Il trouve refuge en Australie, changeant son nom en Man Haron Monis, et prenant le titre de cheikh Haron. 
Passé du chiisme au sunnisme fondamentaliste, Man Haron Monis met en ligne un site internet et tente de devenir une personnalité médiatique, apparaissant plusieurs fois à la télévision australienne. Il se fait surtout connaître pour ses démêlés judiciaires, notamment des chaînes de courriels appelant à la haine des militaires australiens morts en Afghanistan, mais aussi plusieurs agressions sexuelles et le meurtre de sa femme, pour la complicité duquel il est accusé et libéré sous caution peu avant sa mort. Cependant, il apparaît relativement isolé dans son discours radical, ne semble pas apprécié des communautés musulmanes australiennes et ne fait partie d'aucun groupe islamiste connu. En conséquence, il ne faisait pas l'objet d'une surveillance rapprochée de la part des services de police en 2014. 
En novembre 2014, il annonce sur son site internet prêter allégeance à l'État islamique. Man Haron Monis est identifié le 16 décembre 2014 comme étant l'auteur de la prise d'otage au Lindt Chocolate Cafe de Sydney. il est tué pendant l'assaut des forces de police.